# Juriko Mizumaová
Juriko Mizumaová (japonsky 水間 百合子, * 22. července 1970 Jamagata) je bývalá japonská fotbalistka.

## Reprezentační kariéra
Za japonskou reprezentaci v letech 1990 až 1994 odehrála 22 reprezentačních utkání. Byla členkou japonské reprezentace i na Mistrovství světa ve fotbale žen 1991.

## Statistiky
| Japonsko | Japonsko | Japonsko |
| Roky     | Záp.     | Góly     |
| -------- | -------- | -------- |
| 1990     | 5        | 3        |
| 1991     | 11       | 2        |
| 1992     | 0        | 0        |
| 1993     | 5        | 5        |
| 1994     | 1        | 0        |
| Celkem   | 22       | 10       |

## Úspěchy

### Reprezentační
- Mistrovství Asie:  1991;  1993